# Hemiandrus pallitarsis
Hemiandrus pallitarsis là một loài muỗm có nguồn gốc từ đảo Bắc, New Zealand. Đây là một nguồn thực phẩm quan trọng đối với kiwi.